# Ricky Martin: All In
Ricky Martin: All In es la primera residencia de conciertos del cantante puertorriqueño Ricky Martin, desarrollada en el Park Theatre del Monte Carlo Resort and Casino, en Las Vegas.

## Repertorio
1. "Livin' la Vida Loca"
2. "This Is Good"
3. "Shake Your Bon-Bon"
4. "Luck Be a Lady/The Lady Is a Tramp"
5. "It's Alright"
6. "Private Emotion"
7. "She's All I Ever Had"
8. "Drop It on Me"
9. "Lola, Lola"
10. "Vente Pa' Ca"
11. "La Bomba"
12. "She Bangs"
13. "Loaded"
14. "Nobody Wants to Be Lonely"
15. "Vuelve"
16. "Pégate"
17. "La Mordidita"
18. "Por Arriba, Por Abajo"
19. "María"
20. "The Cup of Life"

## Shows
| Fecha                    | Ciudad                    | Lugar                                         | Entradas vendidas / Entradas disponibles | Recaudación |
| ------------------------ | ------------------------- | --------------------------------------------- | ---------------------------------------- | ----------- |
| América del Norte        |                           |                                               |                                          |             |
| Leg 1                    |                           |                                               |                                          |             |
| 5 de abril de 2017       | Las Vegas, Estados Unidos | Park Theater at Monte Carlo Resort and Casino | 19,630 / 21,688                          | $1,734,939  |
| 7 de abril de 2017       | Las Vegas, Estados Unidos | Park Theater at Monte Carlo Resort and Casino | 19,630 / 21,688                          | $1,734,939  |
| 8 de abril de 2017       | Las Vegas, Estados Unidos | Park Theater at Monte Carlo Resort and Casino | 19,630 / 21,688                          | $1,734,939  |
| 11 de abril de 2017      | Las Vegas, Estados Unidos | Park Theater at Monte Carlo Resort and Casino | 19,630 / 21,688                          | $1,734,939  |
| 14 de abril de 2017      | Las Vegas, Estados Unidos | Park Theater at Monte Carlo Resort and Casino | 19,630 / 21,688                          | $1,734,939  |
| 15 de abril de 2017      | Las Vegas, Estados Unidos | Park Theater at Monte Carlo Resort and Casino | 19,630 / 21,688                          | $1,734,939  |
| Leg 2                    |                           |                                               |                                          |             |
| 23 de junio de 2017      | Las Vegas, Estados Unidos | Park Theater at Monte Carlo Resort and Casino | 22,992 / 25,610                          | $2,120,356  |
| 24 de junio de 2017      | Las Vegas, Estados Unidos | Park Theater at Monte Carlo Resort and Casino | 22,992 / 25,610                          | $2,120,356  |
| 27 de junio de 2017      | Las Vegas, Estados Unidos | Park Theater at Monte Carlo Resort and Casino | 22,992 / 25,610                          | $2,120,356  |
| 29 de junio de 2017      | Las Vegas, Estados Unidos | Park Theater at Monte Carlo Resort and Casino | 22,992 / 25,610                          | $2,120,356  |
| 1 de julio de 2017       | Las Vegas, Estados Unidos | Park Theater at Monte Carlo Resort and Casino | 22,992 / 25,610                          | $2,120,356  |
| 2 de julio de 2017       | Las Vegas, Estados Unidos | Park Theater at Monte Carlo Resort and Casino | 22,992 / 25,610                          | $2,120,356  |
| Leg 3                    |                           |                                               |                                          |             |
| 12 de septiembre de 2017 | Las Vegas, Estados Unidos | Park Theater at Monte Carlo Resort and Casino | 24,869 / 27,550                          | $2,446,412  |
| 15 de septiembre de 2017 | Las Vegas, Estados Unidos | Park Theater at Monte Carlo Resort and Casino | 24,869 / 27,550                          | $2,446,412  |
| 16 de septiembre de 2017 | Las Vegas, Estados Unidos | Park Theater at Monte Carlo Resort and Casino | 24,869 / 27,550                          | $2,446,412  |
| 19 de septiembre de 2017 | Las Vegas, Estados Unidos | Park Theater at Monte Carlo Resort and Casino | 24,869 / 27,550                          | $2,446,412  |
| 22 de septiembre de 2017 | Las Vegas, Estados Unidos | Park Theater at Monte Carlo Resort and Casino | 24,869 / 27,550                          | $2,446,412  |
| 23 de septiembre de 2017 | Las Vegas, Estados Unidos | Park Theater at Monte Carlo Resort and Casino | 24,869 / 27,550                          | $2,446,412  |
| Leg 4                    |                           |                                               |                                          |             |
| 15 de marzo de 2018      | Las Vegas, Estados Unidos | Park Theater at Monte Carlo Resort and Casino |                                          |             |
| 17 de marzo de 2018      | Las Vegas, Estados Unidos | Park Theater at Monte Carlo Resort and Casino |                                          |             |
| 18 de marzo de 2018      | Las Vegas, Estados Unidos | Park Theater at Monte Carlo Resort and Casino |                                          |             |
| 21 de marzo de 2018      | Las Vegas, Estados Unidos | Park Theater at Monte Carlo Resort and Casino |                                          |             |
| 24 de marzo de 2018      | Las Vegas, Estados Unidos | Park Theater at Monte Carlo Resort and Casino |                                          |             |
| 25 de marzo de 2018      | Las Vegas, Estados Unidos | Park Theater at Monte Carlo Resort and Casino |                                          |             |
| Leg 5                    |                           |                                               |                                          |             |
| 23 de mayo de 2018       | Las Vegas, Estados Unidos | Park Theater at Monte Carlo Resort and Casino |                                          |             |
| 26 de mayo de 2018       | Las Vegas, Estados Unidos | Park Theater at Monte Carlo Resort and Casino |                                          |             |
| 27 de mayo de 2018       | Las Vegas, Estados Unidos | Park Theater at Monte Carlo Resort and Casino |                                          |             |
| 30 de mayo de 2018       | Las Vegas, Estados Unidos | Park Theater at Monte Carlo Resort and Casino |                                          |             |
| 2 de junio de 2018       | Las Vegas, Estados Unidos | Park Theater at Monte Carlo Resort and Casino |                                          |             |
| 3 de junio de 2018       | Las Vegas, Estados Unidos | Park Theater at Monte Carlo Resort and Casino |                                          |             |
| Total                    | Total                     | Total                                         | 67,491 / 74,848                          | 6,301,707   |